# Asthenargus marginatus
Asthenargus marginatus är en spindelart som beskrevs av Holm 1962. Asthenargus marginatus ingår i släktet Asthenargus och familjen täckvävarspindlar.
Artens utbredningsområde är Uganda. Inga underarter finns listade.